# Philippus Elephantis
Philippus Elephantis (o Philippi Elephantis; nacido a mediados siglo XIV) fue un médico, alquimista, matemático y filósofo de Tolosa de Llenguadoc, de origen probablemente escocés
Fue autor de un tratao enciclopédico, perdido en gran parte, del que se ha conservado la sección dedicada a la alquimia.
Seguidor de la hermenéutica de Pietro de Bono, primer alquimista que incorporó los temas mitológicos a su discurso en su obra "Pretiosa margarita novella".
En la biblioteca del humanista catalán del siglo XV, Pere Miquel Carbonell, consta una obra titulada Philosophia magistri Philippi Elephantis cum versibus Nasonis et Ovidii ac proverbis moralibus commendatione dignis, obra seguramente relacionada con el llamado Ovidius moralizatus, obra del benedictino francés Pierre de Bersuire consistente en un comentario en 70.000 versos de Las metamorfosis de Ovidio
En el manuscrito 2085 de la Biblioteca Universitaria de Salamanca, págs. 1 a 26, consta un tratado de Mathematica, de Philippus Elephantis.
También dejó un tratado de ética (Ethica), de concepción aristotélica, en el que, entre otros, habla del tema de la guerra, inspirándose en Vegecio.